# 올림픽 체코 선수단
올림픽 체코 선수단은 체코를 대표하여 올림픽에 참가하는 선수단이다. 체코는 1994년 독립 국가로 올림픽에 처음 참가한 이후 매년 하계올림픽과 동계올림픽에 출전해 왔다. 1993년 체코슬로바키아가 해체되기 전까지 체코 선수들은 1920년부터 1992년까지 체코슬로바키아로, 1900년부터 1912년까지 보헤미아로 올림픽에 출전했다.
체코 선수들은 하계 올림픽에서 총 67개의 메달을 획득했으며, 카누, 육상, 사격이 메달을 많이 획득하는 스포츠이다. 체코는 또한 동계 올림픽에서 주로 크로스컨트리 스키, 스피드 스케이팅, 궁극적으로는 인기 있는 아이스하키 부문에서 34개의 메달을 획득했다. 메달 수 측면에서 체코슬로바키아 이후 가장 많은 훈장을 받은 체코 올림픽 선수는 스피드 스케이팅 선수 마르티나 사블리코바(2010년부터 2022년까지 7개 메달)이다.
체코 국가올림픽위원회는 1899년 창설되어 1993년 국제올림픽위원회(IOC)로부터 현재의 형태를 인정받은 체코올림픽위원회(Czech Olympic Committee)이다.

## 같이 보기
- 분류:체코의 올림픽 참가 선수
- 올림픽 보헤미아 선수단
- 올림픽 체코슬로바키아 선수단

## 참고 자료
- (영어) “Czech Republic”. SR/Olympic Sports. 2008년 11월 20일에 원본 문서에서 보존된 문서. 2011년 10월 29일에 확인함.